# 영주 성혈사 석조비로자나불좌상
영주 성혈사 석조비로자나불좌상(榮州 聖穴寺 石造毘盧遮那佛坐像)은 대한민국 경상북도 영주시 순흥면 덕현리, 성혈사에 있는 남북국 시대 신라의 불상이다. 2007년 7월 30일 경상북도의 유형문화재 제402호로 지정되었다.

## 지정 사유
나한전 내에 봉안되어 있는 이 불상은 지권인을 맺고 연화좌에 결가부좌한 비로자나불상이다. 경직되고 형식화된 인체와 옷주름의 표현 등으로 볼 때 통일신라시대 후반기(9세기 후반) 불상의 특징을 가지고 있으나, 무릎에서 엉덩이로 이어지는 윤곽선이 비교적 자연스러우며 옷주름의 단면도 곡선으로 처리하는 등 8세기 후반에서 9세기 전반 불상의 특징이 있다. 불단에 가려서 세부를 확인하기 어려우나 대좌는 3단의 연화좌로서 불상 조성 당시의 것으로 추정된다. 양손은 파손되어 보수하였고 양무릎의 끝부분이 떨어져 나간 상태이지만, 보존상태가 비교적 양호한 편이므로 유형문화재로 지정하였다.

## 같이 보기
- 성혈사

## 참고 자료
- 영주 성혈사 석조비로자나불좌상 - 국가유산청 국가유산포털